# Hailey, Idaho
Hailey är en stad i Blaine County i norra centrala Idaho, USA. Hailey är administrativ huvudort (county seat) i Blaine County. 
Staden ligger nära Ketchum och den mer kända Sun Valley. 